# Шість днів, сім ночей
Шість днів, сім ночей (англ. Six Days, Seven Nights) — пригодницька комедія режисера Айвана Рейтмана.

## Сюжет
Невеликий літак падає на безлюдному острові. Відважний льотчик (Гаррісон Форд) і його чарівна пасажирка (Енн Гейч) опиняються абсолютно одні серед дикої природи. Вони відчайдушно намагаються повідомити про себе, але й гадки не мають, що їх давно вже ніхто не шукає.
Нарешті, вперше за всі дні на морському горизонті з'явився невідомий корабель, який причалив до загубленого острова. Але виявилося, що на кораблі озброєні до зубів пірати. І тепер вони знову хочуть лишитись наодинці.

## Ролі
- Гаррісон Форд — Квінн Гарріс
- Енн Гейч — Робін Монро
- Девід Швіммер — Френк Мартін
- Жаклін Обрадорс — Анжеліка
- Темуера Моррісон — Джагер
- Еллісон Дженні — Марджорі, бос Робін
- Дуглас Вестон — Філіп Сінклер, менеджер курорту
- Кліфф Кертіс — Кіп
- Денні Трехо — Пірс
- Бен Боде — Том Марлоу, пілот вертольота
- Емі Седаріс — секретар Робін

## Виробництво
Фільм був придбаний компанією Caravan Pictures для Disney's Hollywood Pictures як інструмент для Джулії Робертс. Після того, як Робертс пішла зі стрічки, на її роль було обрано Анну Гече.
У фільмі використані каскадерські трюки з літальними апаратами. Ефекти були створені без допомоги CGI. Сцена падіння de Havilland Beaver була виконана за допомогою гелікоптера Huey, який підвісив безпілотний літак на 200-футовому тросі з працюючим двигуном.
Гаррісон Форд є сертифікованим пілотом і самостійно здійснив політ у фільмі, виконавши вимоги страхової компанії.